# فريدريش هاينريش ياكوبي
فريدريش هاينريش ياكوبي (بالألمانية: Friedrich Heinrich Jacobi؛ وُلد في 25 يناير 1743 – توفي في 10 مارس 1819) هو فيلسوف ألماني مؤثِّر، وشخصية أدبية، وفرد بارز اجتماعيًا.
يشتهر بتعميم العدمية، وهي مصطلح صاغه أوبرايت في عام 1787، وترويجها على أنها الخطأ الرئيسي للفكر التنويري، ولا سيما في النظم الفلسفية لباروخ سبينوزا وإيمانويل كانط ويوهان فيشت وفريدريش شيلينغ.
دعا جاكوبي إلى الغلوب Glaube (تُرجمت بشكل مختلف كإيمان أو «مُعتقد») والوحي بدلًا من منطق التفكير. أي يمكن أن يُنظر إلى ياكوبي على أنه السابق للكتّاب الحاليين المنتقدين للفلسفة العلمانية بكونها نسبية وخطيرة على الإيمان الديني.
في ذلك الوقت، كان معروفًا جيدًا بين الأوساط الأدبية بسبب انتقاده لحركة شتورم ودرانغ، واقترابه المُطلق من شريكه المساعد والمقرب جوهان فولفغانغ فون غوته، ورؤيته مذهب الفردانية المجزأة. كانت مشاريعه الأدبية مكرسة للتسوية بين الشخصية التنويرية والواجبات الاجتماعية.
كان الأخ الأصغر للشاعر يوهان جورج جاكوبي.

## السيرة الذاتية

### النشأة
وُلد في دوسلدورف، وهو الابن الثاني لتاجر سكّر ثري. تلقى تعليمًا لحياة مهنية تجارية تضمّنت تدريبًا مهنيًا قصيرًا في منزل تاجر في فرانكفورت-أم-مين خلال عام 1759. بعد ذلك، أُرسل إلى جنيف للتعليم العام. باستعداده للتأمل والانكفاء على الذات، ارتبط جاكوبي في جنيف بالدائرة الأدبية والعلمية بشكل أساسي (والتي كان أهم عضو فيها هو لي ساج).
درس أعمال تشارلز بونيه عن كثب، وأيضًا الأفكار السياسية لجان-جاك روسو وفولتير. استُدعي في عام 1763 إلى دوسلدورف، وتزوج في العام التالي من إليزابيت فون كليرمونت، وتولى إدارة أعمال والده.
بعد فترة قصيرة، تخلى عن مسيرة حياته التجارية، وأصبح في عام 1770 عضوًا في مجلس دوقتي يوليش وبيرج. تميّز بقدراته في الأمور المالية وحماسه للإصلاح الاجتماعي. حافظ جاكوبي على اهتمامه بالمسائل الأدبية والفلسفية عبر مراسلات مكثفة. كان قصره في بيمبيلفورت، بالقرب من دوسلدورف، مركز دائرة أدبية متميزة. ساعد في تأسيس مجلة أدبية جديدة مع كريستوف مارن ويلاند. نُشرت بعض كتاباته المبكرة، ولا سيما المواضيع العلمية والاقتصادية في هذه المجلة: دير توتش ميركور.
ظهر هنا جزئيًا أيضًا في أول أعماله الفلسفية بعنوان موجز إدوارد ألويلز (1776)، وهو مزيج من الرومانسية والتكهنات. تلاه في عام 1779 رواية فولديمار، وهي رواية فلسفية ببنية ناقصة ولكنها مليئة بالأفكار العبقرية، معطيةً الصورة الأكثر اكتمالًا عن طريقة جاكوبي في الفلسفة.
في عام 1779، زار ميونخ بعد تعيينه وزيرًا ومستشارًا سريًا لقسم جمارك وتجارة البافاريا. عارضَ السياسات الاقتصادية السياسية لبافاريا وكان يهدف إلى تحرير الجمارك والضرائب المحلية. ولكن بعد فترة قصيرة من الإقامة هناك، أدت الخلافات مع زملائه وسلطات بافاريا، بالإضافة إلى عدم رغبته بالدخول في صراع على السلطة، إلى عودته إلى بيمبلفورت. أدت التجربة ونتائجها إلى نشره مقالتين دافع فيهما عن نظريات آدم سميث حول الاقتصاد السياسي. تلا هاتين المقالتين في عام 1785 العمل الذي جعل جاكوبي يبرز كفيلسوف.

### جدل وحدة الوجود
في محادثته مع غوثولد ليسينغ في عام 1780 والتي صرحت فيها بأنه لا يعرف شيئًا في الفلسفة -باستثناء السبينوزية- بالمعنى الحقيقي للكلمة، قادت هذه المحادثة جاكوبي إلى دراسة مطولة لأعمال سبينوزا. وبعد وفاة ليسينغ بعدة أشهر، أكمل اندماجه في النظريات السبينوزية عبر البدء بتبادل الرسائل مع أصدقاء ليسينغ المقربين موزيس مينديلسوهن منذ عام 1783. عبّرت هذه الرسائل المنشورة بتعليقات جاكوبي، رسائل عن عقيدة سبينوزا (1785؛ الإصدار الثاني، الموسع كثيرًا وبملحقات مهمة، 1789)، بحدة ووضوح عن الاعتراض القوي لجاكوبي على النظام الجازم في الفلسفة، وجلبت له عداوة أوفكالارير الشديدة.
استُهزئ بجاكوبي بسبب محاولته إعادة إدخال الفكرة القديمة للإيمان غير المنطقي إلى الفلسفة، ودُعي بعدو المنطق والمتظاهر بالتقوى والمتنكر بقناع المسيح، وهوجم بشكل خاص بسبب استخدامه للمصطلح الغريب «الإيمان». كان عمله التالي الهام ديفيد هيوم عن الإيمان، أو المثالية والواقعية (1787) محاولةً لإظهار مصطلح غلوب المستُخدم من قبل أبرز الكتّاب ليس فقط للدلالة على سبب استخدمه للمصطلح في كتابه رسائل عن سبينوزا، بل لأنه لا يمكن التعبير بطريقة أخرى عن طبيعة إدراك الحقائق بدلًا من بناء الاستدلالات. من خلال كتابته هذه ولا سيما في الملاحق، أصبح جاكوبي على اتصال مع الفلاسفة النقاد وأخضع وجهة النظر الكَنْتية للمعرفة إلى التقصي البحثي عنها.
في عام 1787، تناول فريدريش هاينريش جاكوبي في كتابه «عن الإيمان أو المثالية والواقعية» مفهوم كانط «شيء-في-ذاته». وافق جاكوبي أن الشيء في حد ذاته لا يمكن معرفته مباشرة، ومع ذلك قال إنه يجب أن يؤخذ على محمل الإيمان. يجب أن يؤمن الشخص بوجود شيء حقيقي في العالم الخارجي يرتبط بالتمثيل أو الفكرة الذهنية المعروفة مباشرة. هذا الإيمان أو المعتقد هو نتيجة الوحي أو المعرفة الفورية، ولكن الحقيقة غير مثبتة منطقيًا. يُكشف عن الوجود الحقيقي لأي شيء-في-ذاته للشخص المُراقب. وبهذه الطريقة، يعلم الشخص مباشرة بالتمثيلات المثالية غير الموضوعية (أو الشخصية) التي تظهر في العقل، ويؤمن بقوة في الشيء-في-ذاته الحقيقي الموضوعي الموجود خارج العقل. من خلال تقديم العالم الخارجي كموضوع إيمان، شرّع جاكوبي الإيمان وصلاته اللاهوتية. «... باختزال العالم الخارجي لمسألة إيمان، أراد فقط فتح باب صغير للإيمان بشكل عام...».
وبشكل ساخر، أدى الجدل حول وحدة الوجود إلى اهتمام الفلاسفة والكتّاب الألمانيين لاحقًا بوحدة الوجود والسبينوزية. بقي المذهب الإيماني لجاكوبي غير مرغوب، وبدلًا من ذلك، دفع نقده لعقلانية التنوير مزيدًا من الفلاسفة الألمان إلى استكشاف الإلحاد والتصارع مع الفقدان الملموس للأسس الفلسفية للإيمان والأسطورة والأخلاق. يبقى جاكوبي وجدل وحدة الوجود الذي أشعله مهمًا في التاريخ الفكري الأوروبي، لأنه صاغ (وإن كان بشكل حاسم) واحدة من أولى العبارات المنهجية للعدمية، ويشكل مثالًا مبكرًا على نقاش موت الله.

### الحياة اللاحقة
انتهى عهد بيوبيلفورت في عام 1794 عندما امتدت الثورة الفرنسية إلى ألمانيا بعد اندلاع الحرب مع الجمهورية الفرنسية. أجبره احتلال القوات الفرنسية في دوسلدورف على إعادة الاستقرار لقرابة عشر سنوات في هولشتاين. تعرف هناك على كارل ليونارد راينهولد بشكل وثيق (والذي يعتبر بيتراج عمله المهم، عن شركة النقد، لتقريب المنطق من المنطق، أول ما نُشر)، وماثياس كلوديوس، المحرر في فاندسبيكر بوت.

### نزاع الإلحاد
طُرد غوتليب فيشت من جينا في عام 1799 نتيجة اتهامه بالإلحاد. اتُّهم بذلك في عام 1798 بعد نشر مقالته «على أساس إيماننا في حكم العالم الإلهي»، التي كتبها ردًا على مقالة فريدريش كارل فوربيرغ «تطور مفهوم الدين»، في مجلته الفلسفية. بالنسبة لفيشت، يجب أن يُصوّر الله بشكل أساسي من الناحية الأخلاقية: «أن النظام الأخلاقي الحي والفعال هو نفسه الله. لسنا نطلب إلهًا آخر، ولا يمكننا أن نفهم أي شيء آخر» (من كتاب «على أساس إيماننا في حكم العالم الإلهي»). حرّض كتاب فيشت المتطرف «نداء إلى الجمهور، 1799»، بالإضافة إلى إجابة أخرى أكثر عمقًا بعنوان «من رسالة سرية» (1799)، فريدريش هاينريش جاكوبي لنشر «رسالة إلى فيشت» (1799)، التي ساوى فيها الفلسفة بشكل عام وفلسفة فيشت المتعالية بشكل خاص مع العدمية وعلاقة مبادئه الفلسفية الخاصة به باللاهوت.

## روابط خارجية
- فريدريش هاينريش ياكوبي على موقع الموسوعة البريطانية (الإنجليزية)
- فريدريش هاينريش ياكوبي على موقع ميوزك برينز (الإنجليزية)
- فريدريش هاينريش ياكوبي على موقع إن إن دي بي (الإنجليزية)